# 행운의 별
《행운의 별》(吉星拱照: The Fun, The Luck & The Tycoon)은 홍콩에서 제작된 두기봉 감독의 1990년 멜로/로맨스, 코미디 영화이다. 주윤발 등이 주연으로 출연하였다.

## 출연

### 주연
- 주윤발
- 실비아 창

### 조연
- 니나 리
- 황곤현
- 정단서
- 하우
- 황신
- 펑징원
- 구양사비
- 후펑